# Morris Carnovsky
Morris Carnovsky (Saint Louis, 5 settembre 1897 – Easton, 1º settembre 1992) è stato un attore statunitense.

## Biografia

### Esordio e affermazione teatrale
Nacque da Ike e Jennie Carnovsky, entrambi immigrati ebrei russi. Suo padre, un droghiere, lo avvicinò agli spettacoli del teatro yiddish. Nel 1920 si laureò alla Washington University, quindi si trasferì a Boston, dove apparve nella sua prima produzione teatrale professionale, poi a New York. Nel 1922 iniziò la sua lunga carriera a Broadway, debuttando nel ruolo di Reb Aaron in The God of Vengeance. Due anni dopo si unì alla compagnia del Theatre Guild e apparve come protagonista in Zio Vanja di Anton Čechov e in altri lavori come Santa Giovanna e Il dilemma del dottore di George Bernard Shaw, I fratelli Karamazov di Fëdor Dostoevskij, e come Kublai Khan in Marco Millions di Eugene O'Neill.
Nel 1931 fu tra i fondatori del Group Theatre, un collettivo teatrale innovativo e specializzato in drammi moderni, spesso contenenti tematiche sociopolitiche di attualità. Molti dei componenti del gruppo furono ispirati dal Teatro d'arte di Mosca e diversi membri, tra cui Carnovsky e sua moglie Phoebe Brand, aderirono al partito comunista americano. Carnovsky apparve in quasi tutte le principali produzioni del Group Theatre, interpretando spesso parti scritte appositamente per lui dall'attore e drammaturgo Clifford Odets, tra cui le commedie Awake and Sing!, Golden Boy, Paradise Lost e Rocket to the Moon. Fu inoltre diretto da Elia Kazan nella pièce Thunder Rock (1939) e apparve in My Sister Eileen e Café Crown.

### Hollywood e la Black List
Nel 1937 Carnovsky e altri attori del Group Theatre raggiunsero Hollywood per lavorare nel cinema, sperando di raccogliere fondi per sostenere le deboli finanze del collettivo. Il suo debutto sul grande schermo avvenne nel film Emilio Zola di William Dieterle, con Paul Muni, in cui interpretò lo scrittore Anatole France, e con un ruolo di supporto nella commedia Tovarich di Anatole Litvak. Rientrato a New York, Carnovsky vi rimase fino alla chiusura del Group Theatre nel 1940, dopodiché tornò a Hollywood per proseguire la carriera nel cinema e per unirsi come regista al gruppo teatrale Actor's Lab, una compagnia di recitazione analoga al Group Theatre. 
Durante gli anni quaranta interpretò numerosi ruoli di supporto sul grande schermo, come quello di Sixtus Andresen, insegnante norvegese in pensione, nel film La bandiera sventola ancora (1943) di Lewis Milestone, accanto a Errol Flynn, quello del padre di George Gershwin in Rapsodia in blu (1945), e del losco proprietario di un nightclub in Solo chi cade può risorgere (1947), noir con Humphrey Bogart e Lizabeth Scott. Nel 1950 interpretò LeBret, capitano delle guardie di Guascogna, in Cirano di Bergerac con José Ferrer, quindi apparve in due noir, La sanguinaria (1950), nel ruolo del giudice Willoughby, e La seconda moglie (1951), nel ruolo del dottor Raymond Hartley. Nella stagione 1950-1951 tornò a Broadway per recitare accanto a Fredric March nella pièce Un nemico del popolo di Henrik Ibsen, con adattamento di Arthur Miller.
La sua carriera subì una battuta d'arresto nell'aprile del 1951, quando l'attore fu interrogato dalla Commissione per le attività antiamericane (HUAC). Da tempo membro del Partito Comunista Americano, Carnovsky si rifiutò di rispondere a qualsiasi domanda, invocando i propri diritti ai sensi della Costituzione degli Stati Uniti. A seguito di altre testimonianze rese dagli attori Marc Lawrence, Sterling Hayden e dal regista Elia Kazan in merito alla loro partecipazione a riunioni del Partito Comunista svoltesi a casa di Carnovsky a Hollywood, lui e sua moglie Phoebe Brand furono identificati come comunisti e inseriti nella Black List. Il suo rifiuto di fare nomi davanti alla Commissione, pose fine alla sua carriera cinematografica. Carnowsky e la moglie tornarono a recitare in teatro e nel 1953 apparvero in The World of Sholem Aleichem, una produzione off Broadway con un cast comprendente molti attori figuranti nella Lista Nera, riuniti per dimostrare che il pubblico teatrale di New York non avrebbe mancato di sostenerli.

### Il ritorno al teatro
Dopo il ritorno a Broadway nel 1955 con il ruolo di Priamo nel dramma La guerra di Troia non si farà di Jean Giraudoux, la carriera teatrale di Carnovsky riprese slancio quando John Houseman, allora direttore generale e produttore dell'American Shakespeare Theatre a Stratford (Connecticut), gli offrì di entrare nella compagnia. Nel 1956 Carnovsky apparve in numerose rappresentazioni del repertorio shakespeariano come Re Giovanni, Misura per misura e La bisbetica domata. L'anno successivo interpretò Shylock ne Il mercante di Venezia e in seguito affrontò altri ruoli shakesperiani come quello del servitore Feste in La dodicesima notte, accanto a Katherine Hepburn nella parte di Viola, e quello di Prospero in una celebre produzione de La tempesta. Nel 1957 riapparve ancora una volta a Broadway in Nude with Violin di Noël Coward, mentre nel 1959 interpretò il ruolo di Creonte nell'episodio Medea della serie televisiva antologica Play of the Week.

### Gli ultimi anni

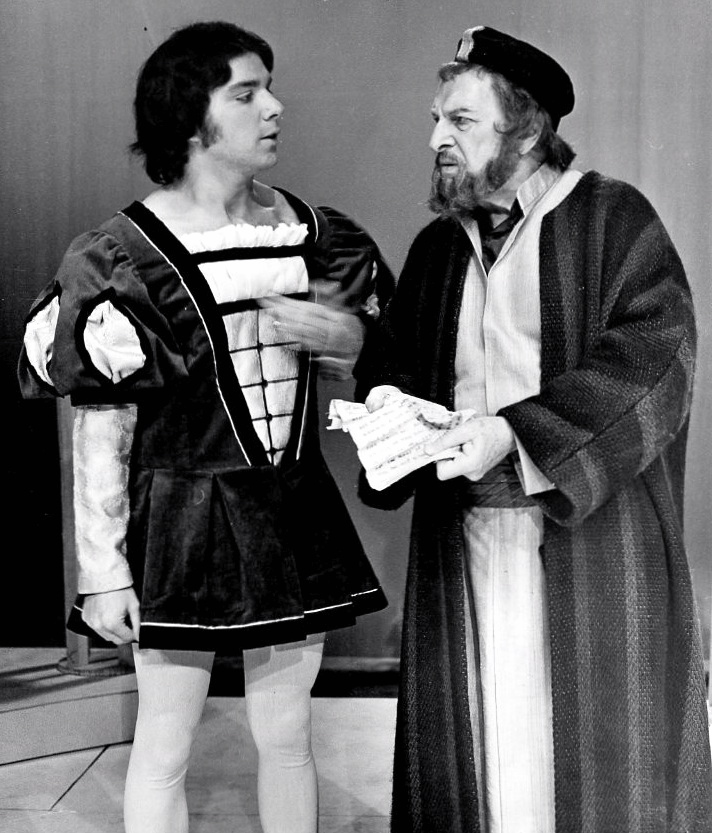
Morris Carnovsky (a destra) nel ruolo di Shylock ne Il mercante di Venezia (1973)

Dopo oltre dieci anni di assenza dal grande schermo, nel 1962 si recò a Parigi per interpretare il ruolo dell'avvocato Alfieri nella versione cinematografica che Sidney Lumet trasse dal dramma Uno sguardo dal ponte di Arthur Miller. Proseguì la carriera teatrale recitando, tra gli altri, nel ruolo di protagonista di Vita di Galileo di Bertolt Brecht, in scena nel 1966 al Goodman Theatre di Chicago. Nel 1974 tornò al cinema nel drammatico 40.000 dollari per non morire, un dramma sulla dipendenza dal gioco d'azzardo, in cui interpretò il ruolo del nonno di James Caan. 
Nel 1979 il suo nome fu inserito nell'American Theater Hall of Fame. Nel 1980 entrò a far parte del comitato artistico dell'Yiddish National Theatre. Negli ultimi anni della sua vita, Carnovsky visitò molte università statunitensi per promuovere i classici di Shakespeare presso le giovani generazioni di studenti. Morì nel 1992 nella sua casa di Easton, nel Connecticut, all'età di 94 anni, per cause naturali. Sua moglie Phoebe Brand morì nel 2004, all'età di 96 anni. La coppia, sposata dal 1941, ebbe un figlio, Stephen Carnovsky.

## Filmografia parziale
- Emilio Zola (The Life of Emile Zola), regia di William Dieterle (1937)
- Tovarich, regia di Anatole Litvak (1937)
- La bandiera sventola ancora (Edge of Darkness), regia di Lewis Milestone (1943)
- Address Unknown, regia di William Cameron Menzies (1944)
- Traditori (The Master Race), regia di Herbert Biberman (1944)
- Rapsodia in blu (Rhapsody in Blue), regia di Irving Rapper (1945)
- Il sole spunta domani (Our Vines Have Tender Grapes), regia di Roy Rowland (1945)
- Missione di morte (Cornered), regia di Edward Dmytryk (1945)
- Solo chi cade può risorgere (Dead Reckoning), regia di John Cromwell (1947)
- Disonorata (Dishonored Lady), regia di Robert Stevenson (1947)
- Joe Palooka in the Knockout, regia di Reginald Le Borg (1947)
- La tigre del Kumaon (Man-Eater of Kumaon), regia di Byron Haskin (1948)
- Saigon, regia di Leslie Fenton (1948)
- I corsari della strada (Thieves' Highway), regia di Jules Dassin (1948)
- L'Atlantide (Siren of Atlantis), regia di Gregg G. Tallas (1949)
- La sanguinaria (Gun Crazy), regia di Joseph H. Lewis (1950)
- La seconda moglie (The Second Woman), regia di James V. Kern (1950)
- Cirano di Bergerac (Cyrano de Bergerac), regia di Michael Gordon (1950)
- Western Pacific Agent, regia di Sam Newfield (1950)
- Uno sguardo dal ponte (A View from the Bridge), regia di Sidney Lumet (1962)
- 40.000 dollari per non morire (The Gambler), regia di Karel Reisz (1974)
- Joe's Bed-Stuy Barbershop: We Cut Heads, regia di Spike Lee (1983)

## Doppiatori italiani
Nelle versioni in italiano delle opere in cui ha recitato, Morris Carnovsky è stato doppiato da:
- Gualtiero De Angelis in Solo chi cade può risorgere, Disonorata
- Gaetano Verna in Saigon
- Stefano Sibaldi in La seconda moglie
- Augusto Marcacci in Cirano di Bergerac
- Giorgio Capecchi in Uno sguardo dal ponte
- Giuseppe Fortis in 40.000 dollari per non morire
- Antonio Paiola in 40.000 dollari per non morire (ridoppiaggio)